# Kepler-28 b
Kepler-28 b (KOI 870.01, KOI-870 b, KIC 6949607 b, 2MASS J19283288+4225459 b) — первая из двух экзопланет у звезды Kepler-28 в созвездии Лебедя.
Планета Kepler-28 b относится к классу тёплых газовых гигантов, обращающаяся очень близко к своей звезде по круговой орбите. Масса планеты Kepler-28 b меньше 1,51 масс Юпитера, радиус равен 3.6 земного. Полный оборот вокруг звезды она совершает за почти шесть земных суток. Она обращается очень близко к родительской звезде — на расстоянии около 0,062 а. е..

## Родная звезда
Kepler-28 — звезда, которая находится в созвездии Лебедь на расстоянии около 1989 световых лет от нас. Вокруг звезды обращаются, как минимум, две планеты.
Kepler-28 представляет собой звезду 15 видимой звёздной величины, по размерам и массе уступающую нашему Солнцу. Масса звезды по устаревшим данным равна 75 % солнечной, а радиус — 70 %.